# Prilocaine
Prilocaine (/ˈpraɪləˌkeɪn/ ) là một gây tê cục bộ của các amino amid loại đầu tiên được chuẩn bị bởi Claes Tegner và Nils Lofgren. Ở dạng tiêm (tên thương mại Citanest), nó thường được sử dụng trong nha khoa. Nó cũng thường được kết hợp với lidocaine như là một chế phẩm tại chỗ cho gây tê da (lidocaine/prilocaine hoặc EMLA), để điều trị các tình trạng như dị cảm. Vì nó có độc tính cho tim thấp, nó thường được sử dụng để gây tê vùng tĩnh mạch (IVRA).

## Chống chỉ định
Ở một số bệnh nhân, ortho-toluidine, một chất chuyển hóa của prilocaine, có thể gây ra methemoglobinemia, có thể được điều trị bằng xanh methylen. Prilocaine cũng có thể chống chỉ định ở những người bị thiếu máu hồng cầu hình liềm, thiếu máu hoặc thiếu oxy có triệu chứng.

## Kết hợp
Nó được đưa ra như một sự kết hợp với epinephrine vasoconstrictor dưới tên thương mại Citanest Forte. Nó được sử dụng như một hỗn hợp eutectic với lidocaine, 50% w/w, dưới dạng lidocaine/prilocaine. Hỗn hợp là một loại dầu có điểm nóng chảy là 18 °C (64 °F). Một chế phẩm nhũ tương 5%, chứa 2,5% mỗi loại capocaine/prilocaine, được APP Pharmaceuticals bán dưới tên thương mại EMLA (viết tắt của hỗn hợp eutectic của thuốc gây tê cục bộ).

## Tình trạng bổ sung
- Dược điển Hoa Kỳ 31 [4]